# Alter jüdischer Friedhof (Tachov)
Koordinaten: 49° 47′ 37,7″ N, 12° 38′ 23,3″ O

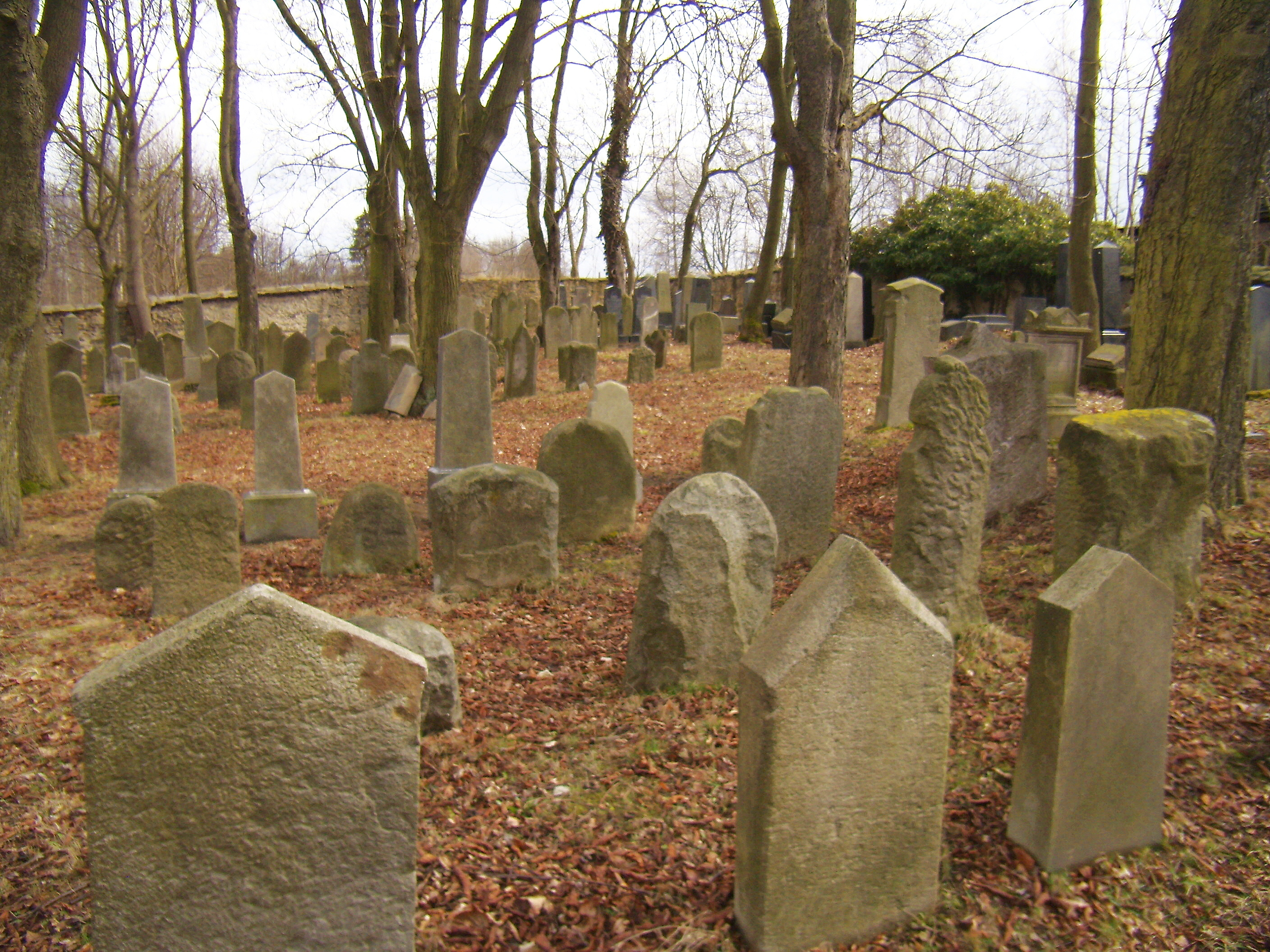
Alter jüdischer Friedhof in Tachov

Der Alte jüdische Friedhof in Tachov (deutsch Tachau), einer tschechischen Stadt in der westböhmischen Region Pilsen, wurde um 1615 angelegt. Der jüdische Friedhof ist seit 2007 ein geschütztes Kulturdenkmal.
Auf dem Friedhof befindet sich das Grab des 1815 gestorbenen Rabbiner Nachum Sofer, der als „Wunderrabbi“ von orthodoxen Juden verehrt wurde.
Während der Novemberpogrome verwüsteten die Nationalsozialisten den Friedhof. Später wurde der Friedhof zu einem der größten Massengräber in Böhmen: Die Leichen von mehr als 600 KZ-Häftlingen wurden auf dem Gelände verbrannt und ihre Asche hier vergraben. Seit 1989 erinnert ein Mahnmal an das Massengrab.